# Fargau-Pratjau
Fargau-Pratjau est une commune allemande du Schleswig-Holstein, située dans l'arrondissement de Plön, à 16 kilomètres à l'est de Kiel, sur la rive du Selenter See. Fargau-Pratjau est l'une des sept communes de l'Amt Selent/Schlesen dont le siège est à Selent.